# Vil·la Elena (Sant Joan Despí)
Vil·la Elena és una casa de Sant Joan Despí (Baix Llobregat) inclosa a l'Inventari del Patrimoni Arquitectònic de Catalunya.

## Descripció
És una torre de planta rectangular fent mitgera a la número 10 del passeig i del mateix arquitecte. Està voltada en el seu extrem lliure per un jardí amb tanca feta d'obra, amb pedra i trencadís, i reixa a la part superior. Destaca l'acabament de l'edifici totalment lliure de composició. D'una banda hi ha un petit terrat cobert per un embigat de fusta i suportat per quatre columnes verticals i completament lliures que el prolonguen per damunt de la coberta, de pedra i trencadís i a l'altre costat hi ha una petita edificació a manera de golfes. Segueix la coberta amb un altre terrat completament obert. Les finestres no presenten un estil determinat sinó que cada una en té un de propi. Hi ha treballs de pedra i rajola per tot arreu, ja sigui en forma de rajoles senceres o de trencadís. Les influències islàmiques hi són presents, com en el mocàrab de l'angle lliure.

## Història
Com la veïna Vil·la José, la casa és coneguda també amb el nom de Casa Anzizu pel promotor de l'obra Josep Maria Anzizu i Morell, domiciliat al carrer Balmes núm. 16, pral. de Barcelona en el moment en què se sol·licità la llicència municipal d'obres (7/6/1911).
El conjunt d'ambdues cases també és conegut com a Cases Auriga.